# هانا لوکس دیویس
هانا لوکس دیویس (انگلیسی: Hannah Lux Davis؛ زادهٔ ۱۷ مهٔ ۱۹۸۶) یک کارگردان موزیک ویدئو، تجاری و سینمایی اهل ایالات متحده آمریکا است که به دلیل همکاری با هنرمندان مختلف از جمله ایوا مکس، دمی لواتو، آریانا گرانده، نیکی میناژ، دریک، مایلی سایرس، جسی جی، هالزی، کریستینا آگیلرا، دیوید گتا، آن-ماری (خواننده) و فیفت هارمونی شناخته شده‌است. وی از سال ۲۰۰۶ میلادی تاکنون مشغول فعالیت بوده‌است.